# Larmar och gör sig till
Larmar och gör sig till är en pjäs för TV av Ingmar Bergman (1997). 
Pjäsen, som utspelar sig 1925–1926, skildrar den fiktiva berättelsen om ingenjör Carl Åkerblom som, efter en tids rehabilitering på Upsala Hospital på grund av en psykisk kollaps, tillsammans med professorn och swedenborgianen Osvald Vogler iscensätter den första talade cinematograffilmen, ”Glädjeflickans glädje”, om Franz Schuberts sista tragiska tid i livet. Efter en tids turnerande med filmen hamnar sällskapet i Carls barndomsbygd Grånäs i Dalarna. Efter ett elektriskt haveri tvingas de att ställa in sin filmförevisning där, och de bestämmer sig för att själva spela upp stycket.
I pjäsen flätade Bergman in sin mamma Karin och andra karaktärer från sitt privata liv men även gestalter från tidigare filmer, främst lärarinnan Märta Lundberg och andra karaktärer i Nattvardsgästerna. Bergman gjorde också en cameoroll som intagen ”dåre” i Uppsala.
Titeln till pjäsen är hämtad från Shakespeares Macbeth (akt 5:5): En skugga blott, som går och går, är livet / en stackars skådespelare, som larmar / Och gör sig till, en timmes tid på scenen / Och sedan ej hörs av. Det är en saga, / berättad av en dåre; Låter stort, / betyder intet.
Pjäsen sändes av SVT den 1 november 1997. 

## Roller (urval)
| Börje Ahlstedt   | – Carl Åkerblom           |
| Erland Josephson | – Professor Osvald Vogler |
| Marie Richardson | – Pauline Thibault        |
| Lena Endre       | – Märta Lundberg          |
| Pernilla August  | – Karin Bergman           |
| Anita Björk      | – Anna Åkerblom           |
| Peter Stormare   | – Petrus Landahl          |
| Agneta Ekmanner  | – Clownen Rigmor          |
| Gunnel Fred      | – Emma Vogler             |
| Gerthi Kulle     | – Syster Stella           |
| Johan Lindell    | – Johan Egerman           |
| Folke Asplund    | – Fredrik Blom            |
| Anna Björk       | – Mia Falk                |
| Inga Landgré     | – Alma Berglund           |
| Alf Nilsson      | – Stefan Nilsson          |
| Harriet Nordlund | – Karin Persson           |